# Pierre Vigne

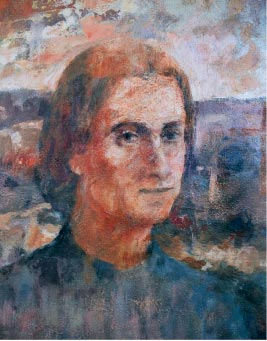
Pierre Vigne (1876).

Pierre Vigne (* 20. August 1670 in Privas; † 8. Juli 1740 in Rencurel) war ein französischer römisch-katholischer Priester, Volksmissionar und Ordensgründer. Er wird in der Katholischen Kirche als Seliger verehrt.

## Leben und Werk

### Lazarist
Pierre Vigne (im deutschsprachigen Raum auch Petrus oder Pietro Vigne) wuchs in Privas in einer bürgerlichen katholischen Familie im hugenottisch geprägten Umfeld auf. Er besuchte das Priesterseminar in Viviers und wurde 1694 zum Priester geweiht. Von 1695 bis 1700 war er Kaplan in Saint-Agrève. 1700 trat er, nach dem Tod seiner Eltern, in Lyon bei den Lazaristen ein, legte nach zwei Jahren die Profess ab und wurde in der von den Lazaristen entwickelten Volksmission eingesetzt. Die Missionare hielten sich mehrere Wochen an einem ländlichen Ort auf, predigten täglich und lehrten den Katechismus. Von seinem Standort Valfleury aus predigte Vigne bis 1706 18 Missionen in der näheren und weiteren Umgebung. Von 1704 bis 1706 hielt er sich bei den Lazaristen von Béziers auf, dann mehrere Monate in Toulouse im Seminar der von Raymond Bonal gegründeten Kongregation der Heiligen Maria (auch: Bonalisten).

### Königlicher Volksmissionar
Vigne verließ die Lazaristen, lehnte den Ruf auf die Pfarrstelle von Privas ab und bewarb sich im Winter 1707/1708 in Paris erfolgreich um die Stelle eines (bezahlten) königlichen Wanderpredigers (missionnaire itinérant). Von 1708 bis 1712 missionierte er ohne festen Standort im Bereich der heutigen Region Auvergne-Rhône-Alpes.

### Kreuzweg in Boucieu-le-Roi
1712 empfand er in Boucieu-le-Roi eine landschaftliche Ähnlichkeit mit dem ihm lediglich aus der Literatur bekannten Jerusalem und hatte die Idee eines Kreuzwegs nach Art der italienischen Sacri Monti. Mit Hilfe der Bewohner (auch zahlreicher Nachbarorte) baute er in neun Monaten einen Kreuzweg mit 39 Stationen, der in einem Kalvarienberg endete. Er wurde durch die Französische Revolution zerstört, wurde aber in vereinfachter Form wiederhergestellt und ist heute intakt. Als eine Art Gebrauchsanweisung für die Pilger schrieb er dazu (nach dem Vorbild von Jean-Baptiste Saint-Jure, 1588–1657, Le Livre des éluz. Jésus-Christ en croix, Paris 1643) ein Buch von 800 Seiten mit dem Titel Meditationen für jeden Tag des Monats, entnommen dem schönsten Buch, das uns von Gott gegeben ist, nämlich dem Leiden und Sterben Jesu am Kreuze, das 1713 in Lyon erschien (und 1985 neu herausgegeben wurde). Durch den Kreuzweg (französisch: calvaire, bei Vigne auch Grand voyage „Große Reise“ genannt) wurde Boucieu zum Wallfahrts- und Pilgerort.

### Gründung einer Schwesternkongregation
1715 kaufte Vigne in Boucieu ein Haus und machte daraus für den Rest seines Lebens den Ausgangspunkt für seine weiteren Wanderungen im Dienste der Volksmission. Im selben Jahr gab er der seit 1712/1713 sich bildenden Gemeinschaft frommer Frauen (die „Soeurs du Calvaire“, später: Religieuses du Saint Sacrement, RSS, „Schwestern vom Heiligen Sakrament“) seinen Segen und schrieb ihnen eine Ordensregel, die 1737 in Lyon im Druck erschien. 1718 waren sie bereits 12 und dachten an erste Filialen. Ihre Hauptaktivität war die Erziehung. Heute sind sie in weiten Teilen der Welt in 40 Häusern verbreitet (nicht aber im deutschsprachigen Raum).

### 20 Jahre weitere Volksmission und Tod
Von 1720 bis 1740 verbrachte Vigne die letzten 20 Jahre seines Lebens wieder als missionierender Wanderprediger. 1724 wurde er in Valence in die von Christophe d’Authier de Sisgau gegründete Priester-Kongregation vom Allerheiligsten Sakrament aufgenommen und gab auch seiner eigenen Schwesternkongregation den entsprechenden neuen Namen, verzichtete aber nicht auf seine Freiheit als Wanderprediger, als der er im Laufe seines Lebens insgesamt 120 Volksmissionen absolvierte (vornehmlich in der Winterzeit, in der die Landarbeit ruhte, und manchmal mehr als sieben Wochen dauernd, immer auf Einladung des Ortspfarrers). Der Klerus schätzte seine Hilfe, mehr noch die Bischöfe, insbesondere der Bischof von Gap, François Berger de Malissoles (1668–1738). Als er auf einer seiner Missionen im Alter von fast siebzig Jahren im Vercors starb, wurde sein Leichnam nach Boucieu gebracht und dort unter großer Anteilnahme der ihn als Heiligen verehrenden Bevölkerung beigesetzt.

### Seligsprechung
1859 ließ Mutter Saint-Joseph Bouvaret, tatkräftige Oberin der Schwestern vom Heiligen Sakrament, in der Kirche von Boucieu eine Gedenktafel anbringen. 1867 begann sie eine Untersuchung als Vorarbeit für das dann 1893 offiziell anlaufende Verfahren in den Bistümern Viviers und Valence. Doch die Weltkriege kamen dazwischen, und erst 1986 wurde eine neue Postulatorin bestellt, der es gelang, eine Seligsprechung zu erreichen, die am 3. Oktober 2004 in Rom vorgenommen wurde.